# Antytila

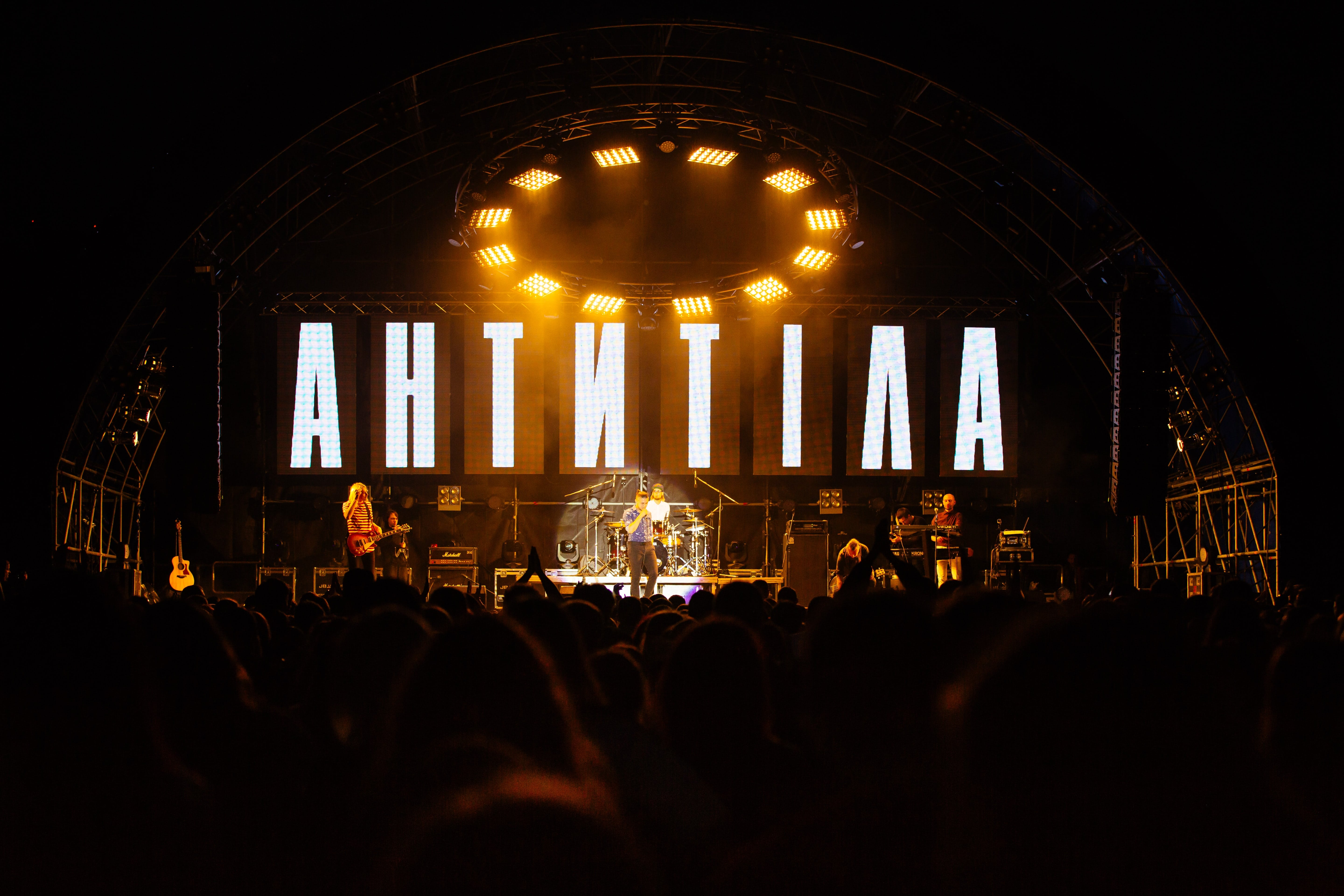
Concert a Kiv durant la gira "Сонце" ("sol")

Antytila (en ucraïnès: Антитіла) és un grup de música pop-rock ucraïnès. Es va crear a Kíiv el 2007 al voltant del seu líder i cantant Taràs Topolya. Tots els membres del grup, que canta només en ucraïnès, es van unir a les Forces de Defensa Territorial d'Ucraïna arran de la invasió russa d'Ucraïna del 2022 i ja havien servit com a voluntaris d'ençà de l'annexió de Crimea el 2014.

## Discografia
- Будувуду (2000)
- Вибирай (2011)
- Над полюсами (2013)
- Все красиво (2015)
- Сонце (2016)
- Hello (2019)
- MLNL (2022)